# Kulmbacher Kreis

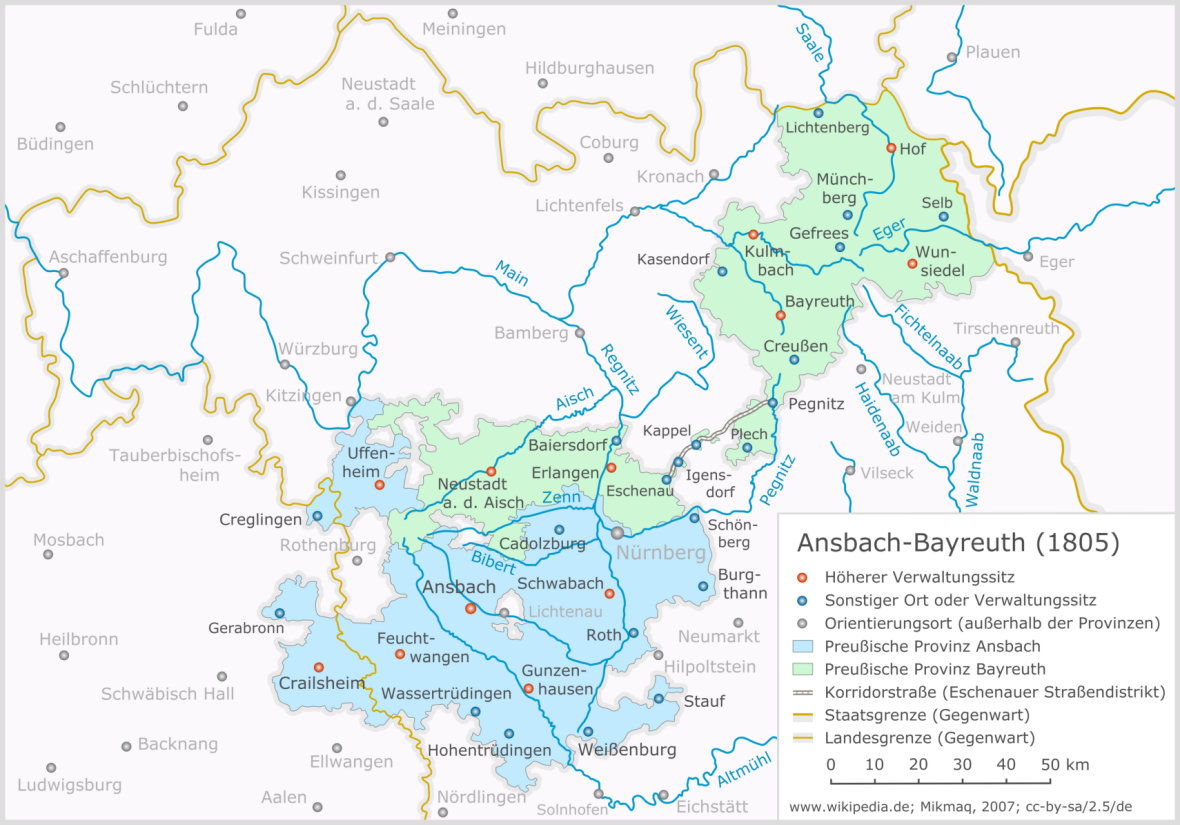
Ansbach-Bayreuth (nach territorialer Neuorganisation) im Jahr 1805

Der Kulmbacher Kreis war unter preußischer Verwaltung einer von sechs Landkreisen im Fürstentum Bayreuth mit Sitz in Kulmbach.

## Geschichte
Der Kulmbacher Kreis bestand von 1797 bis 1806. Er wurde aus Teilen der Amtshauptmannschaft Kulmbach und den Rittergütern Thurnau und Peesten der Herren von Giech gebildet. Die Kreisbehörde hatte die Bezeichnung Kreisdirektorium. Justiz und Verwaltung wurden getrennt. An Unterbehörden gab es die Justizämter Kulmbach und Sanspareil und die Kammerämter Kulmbach und Sanspareil, die Magistrate Kasendorf, Seibelsdorf, Wirsberg und Wonsees. Die Stadt Kulmbach unterstand der Kriegs- und Domainenkammer Bayreuth unmittelbar. Die Rittergüter wurden in Patrimonialgerichte preußischen Rechts umgewandelt. Am 2. November 1806 trat die französische Militärregierung im Fürstentum Bayreuth an die Stelle des besiegten Preußen. Mit dem 1810 geschlossenen Pariser Vertrag gelangte das Fürstentum Bayreuth – und damit auch der Kulmbacher Kreis – an das Königreich Bayern. Die preußischen Verwaltungsstrukturen wurden aufgehoben. An ihre Stelle traten die neu geschaffenen Landgerichte Bayreuth, Kulmbach und Lichtenfels, die sowohl für die Verwaltung als auch Justiz zuständig waren.

## Orte des Kulmbacher Kreises

### Justiz- und Kammeramt Kulmbach
Der Bezirk des Justiz- und Kammeramtes Kulmbach umfasste die ehemaligen Ämter Kulmbach (zum größten Teil), Seibelsdorf und Wirsberg. 1801 waren 200 Orte inbegriffen:
- Affalterhof
- Aichig
- Aichmühle
- Altenreuth bei Harsdorf
- Altenreuth bei Höfstetten
- Ameisloch
- Angel
- Bauloch
- Baumgarten
- Beigersguth
- Birken
- Brand
- Buch am Rothmain
- Buchloch
- Burghaig mit Mühle
- Clostermühle
- Cottenau mit Mühle
- Danndorf
- Donnersreuth
- Dörnhof
- Dreschen mit Mühle
- Dreschenau
- Ebenberg
- Eberhartsreuth
- Ebersbach
- Egenreuth
- Einsiedel
- Eisewind
- Espach
- Fahrenbühl
- Feldbuch
- Feuln
- Fichtelhof
- Fischersloh
- Fölschniz mit Mühle
- Forstlahm
- Forstlesmühle
- Frankenberg
- Gemeinde bei Drosenfeld
- Gemlenz
- Gössersdorf
- Gößmannsreuth
- Grafendobrach
- Gräfenthal mit Mühle
- Grünenbaum
- Grundhaus
- Grundmühle
- Gumpfersdorf
- Haidelmühl
- Hainbühl
- Harsdorf
- Hasselbach
- Hauenreuth
- Hedersreuth
- Hegnabrunn
- Heinersreuth
- Heinrichsreuth
- Herlas, die mittlere und vordere
- Hertwigshof
- Hinteres Buchhaus
- Hizmain
- Höferänger
- Höfstetten
- Höll
- Holzlucken
- Holzmühl mit Mühle
- Hornungsreuth
- Huthwaid
- Hutschdorf mit Mühle
- Katschenreuth
- Kazenlohe
- Kauernburg
- Kauerndorf
- Kellerhaus
- Kemmeriz
- Kessel
- Kirchbühl
- Kirchleus
- Kodach, ober und unter
- Ködniz mit Mühle
- Kübelhof
- Laitschhöfe
- Langenstadt und Mühle
- Lanzenreuth
- Leesau
- Lehen
- Leithen
- Lerchenbühl oder -feld
- Lettenanger, Ober und Unter
- Lettenhof (Harsdorf)
- Leuchau mit Mühle
- Liechenthal mit Mühle
- Lindau
- Listenberg
- Losauer Mühle
- Maienhof oder Höflas
- Mainleuß mit Mühle
- Mangersreuth
- Melkendorf mit Mühle
- Mezdorf mit Mühle
- Mittelberg
- Mittelpölnizhof
- Mühlberg
- Neudrossenfeld
- Neuenmarkt
- Neuenreuth mit Mühle
- Neuensorg
- Neufang
- Niederndobrach mit Mühle
- Oberdornlach
- Oberer Auhof oder Trögelsdorf
- Obere Langroth
- Oberlaitsch
- Oberndorf
- Oberpurbach
- Oberrodach mit Mühle
- Oberzettliz
- Osserich
- Partenfeld
- Pechgraben
- Pezmannsberg
- Pinsenhof
- Plaich
- Plassenburg
- Plosenberg
- Pöllnizhof
- Pölz
- Pörbitsch
- Primershof
- Prücklein
- Pulvermühle bei Culmbach
- Raasen
- Rahmscheid
- Rehberg
- Reichershof
- Reuthles
- Rheinmühle bei Culmbach
- Ritterleiten
- Rohr
- Rothekalter
- Rothhaus
- Rothlersreuth
- Ruggendorf (z. T.)
- Sackenreuth
- Sandmühle bei Culmbach
- Sandreuth
- Schaiz mit Mühle
- Schimmendorf (z. T.)
- Schlackenmühle
- Schlömen
- Schlottermühle
- Schmeilsdorf (z. T.)
- Schwarzach
- Schwarzholz
- Schwingen
- See
- Seidenhof
- Sessenreuth
- Seybeldorf mit Mühle
- Siebenbrunn
- Spizaichen
- Steinenhausen mit Mühle
- Tauschthal
- Tennoch
- Tiefenbach
- Trappersmühl bei Culmbach
- Trebgast mit Mühle
- Unterdornlach
- Untere Auhof oder Reichenthal
- Unterlaitsch
- Untere Langenroth
- Unterpurbach
- Unterrodach mit Mühle
- Untersteinach mit zwei Mühlen
- Untervichtag
- Unterzettliz mit Mühle
- Veitlahm
- Vichtag
- Vorderes Buchhaus
- Wachholder
- Wadel
- Waizendorf mit Mühle
- Waldau
- Waldbuch mit Mühle
- Weheliz
- Wehr
- Weiersberg mit drei Mühlen
- Weiher
- Weinbrücken
- Welzmühl
- Wernstein
- Wickenreuth
- Wiesenmühle bei Culmbach
- Willmersreuth
- Windischenhaig
- Wolbersreuth
- Wolfskehl
- Wurbach mit Mühle
- Zettmaisel bei Harsdorf
- Zettmaisel bei Tennoch
- Ziegelhütten
- Zoltmühle

### Justiz- und Kammeramt Sanspareil
Der Bezirk des Justiz- und Kammeramtes Sanspareil umfasste die ehemaligen Ämter Sanspareil (zum größeren Teil) und Kasendorf. 1801 waren 26 Orte inbegriffen:
- Alladorf mit zwei Mühlen
- Azendorf
- Buchhaus am Forst
- Feilersdorf
- Fernreuth
- Forstleithen
- Gelbsreuth
- Großenhühl
- Kasendorf
- Keinach mit Mühle
- Kleinhühl
- Lindenberg
- Lochau
- Neudorf
- Neue Wirthshaus
- Pilgadorf
- Plezmühle
- Reuth
- Sanspareil
- Schirradorf
- Schläzmühle
- Schönfeld
- Tannfeld
- Trumsdorf mit Mühle
- Wonnsees mit Mühle
- Zedersiz mit Mühle

### Patrimonialgericht Thurnau
Das Patrimonialgericht Thurnau verwaltete den Grundbesitz des Rittergutes Thurnau. 1801 waren 19 Orte inbegriffen:
- Appenberg
- Berndorf mit Mühle
- Cleezhöfe
- Döllnitz
- Eckersdorf
- Felkendorf
- Gundersreuth
- Heubsch mit zwey Mühlen und einer Papiermühle
- Hörlinsreuth
- Leesau
- Limmersdorf
- Mühlberg
- Neidsmühle
- Ober-Mennigau
- Schorrmühl
- Thurnau
- Unter-Mennigau
- Wolfsknock
- Weiherhaus

### Patrimonialgericht Peesten
Das Patrimonialgericht Peesten verwaltete den Grundbesitz des Rittergutes Peesten. 1801 waren 10 Orte inbegriffen:
- Bechlersreuth
- Broß
- Dörrnhof
- Finkenmühle
- Krötennest
- Lopp (z. T.)
- Neuenreuth
- Peesten mit Mühle
- Sorg
- Wüstenbuchau mit Mühle